# Памела Бйоркман
Памела Джейн Бйоркман (англ. Pamela Jane Bjorkman, нар. 1956, Портленд, Орегон) — американська біологиня, біохімікиня і біофізикиня, імунологиня, фахівчиня з білків. Відома своєю новаторською роботою з структурних досліджень біологічних макромолекул.

## Біографія
Закінчила Орегонський університет (бакалавр хімії, 1978). Ступінь доктора філософії з біохімії здобула в Гарвардському університеті в 1984 році. Була постдоком в Гарварді і Школі медицини Стенфордського університету. Проходила підготовку в лабораторії Don Craig Wiley, а в Стенфорді працювала з М. М. Девісом. З 1989 у Каліфорнійському технологічному інституті — спочатку на посаді асистента-професора, з 1995 — асоційованого професора, з 1998 — професора, а з 2004 — іменного професора. З 2005 — також займається дослідженнями ВІЛ.

## Нагороди та визнання
- 1989: Pew Scholar in the Biomedical Sciences by the Pew Charitable Trusts[en][8]
- 1993: премія Вільяма Колі[en] Інституту досліджень раку (США)[9]
- 1994: Міжнародна премія Гайрднера[10]
- 1994: James R. Klinenberg Science Award (Arthritis Foundation[en])[11]
- 1996: AAI-BD Biosciences Investigator Award (Американська асоціація імунологів)[12]
- 1996: Paul Ehrlich and Ludwig Darmstaedter Prize[en]
- 1997: член Американської академії мистецтв і наук
- 1997: James R. Klinenberg Science Award (другий раз)[11]
- 2001: член Національної АН США[13]
- 2002: Премія Макса Планка
- 2002: член Американського філософського товариства
- 2003: премія за досягнення випускників, Орегонський університет[11].
- 2004: Rose Payne Distinguished Scientist Award[14]
- 2006: Премія L'Oréal — ЮНЕСКО «Для жінок у науці»
- 2007: фелло Американської асоціації сприяння розвитку науки[11].
- 2010: почесний доктор канадського Меморіального університету Ньюфаундленду[2].
- 2010: National Institute of Health Director's Pioneer Award
- 2020: Clarivate Citation Laureates
- 2021: премія імені Перл Мейстер Грінгард[en]
- іменний професор Каліфорнійського технологічного інституту